# Вікторія (Мальта)
Вікторія (мальт. Il-Belt Victoria, англ. Victoria), також Рабат (мальт. Ir-Rabat Għawdex, англ. Rabat, офіційна назва до 1897 р.) — головне місто другого острова Мальти, Гоцо.

## Назва
Місто отримало свою сучасну назву 1897 року на честь королеви Великої Британії, Вікторії (мальт. Il-Belt Victoria — місто Вікторії) з нагоди 50-річчя її правління. З відповідним проханням до колоніальної влади Мальти звернувся єпископ острова Гоцо, П'єтро Паче.
Історична назва міста, Рабат (мальт. Ir-Rabat Għawdex — місто Рабат, що на Годеші), й досі вживається як його жителями, так і за межами острова Годеш. Задля уникнення плутанини з іншим містом (на острові Мальта також є місто Рабат) до назви самого міста (мальт. Ir-Rabat) додають назву острова (мальт. Għawdex), на якому він знаходиться.

## Історія
Поселення тут виникло вже за бронзової доби, пізніше на цьому терені селилися фінікійські та римські поселенці, які збудували Цитадель (мальт. Iċ-Ċittadella, Il-Kastell), що пізніше розбудовувалася та перебудовувалася.

## Цитадель

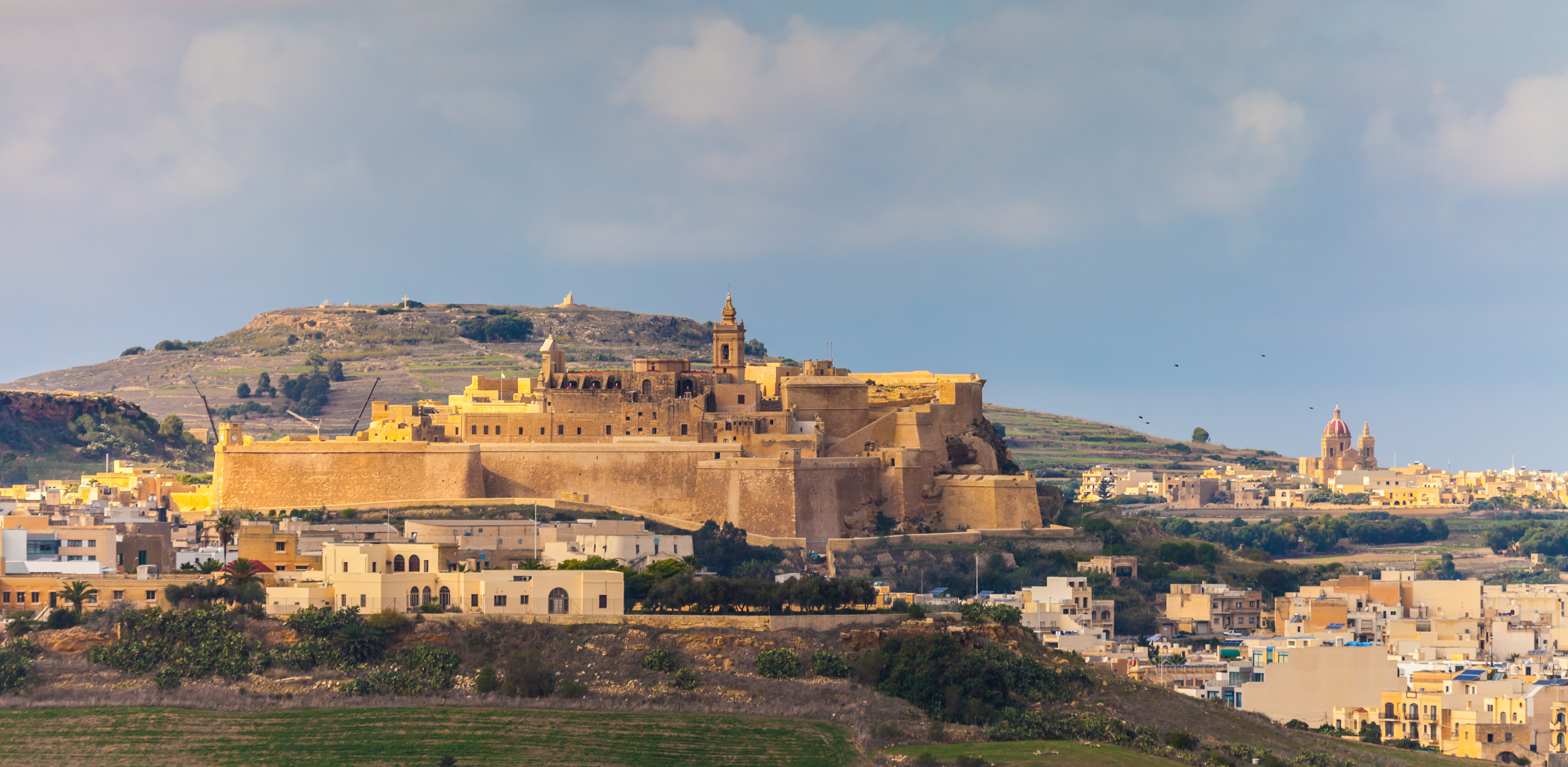
Краєвид історичного середмістя та Цитаделі.

Добре укріплена цитадель розташована на висоті 150 м над рівнем моря, з неї добре видно околиці острова Гоцо.

### Собор Санта-Марія
Собор Санта-Марія розташований всередині цитаделі. Він був споруджений 1697 року на руїнах колишньої церкви, зруйнованої землетрусом, яка, у свою чергу, була збудована на руїнах римського або фінікійського храму.
Серед зображень в соборі привертає увагу «Народження Діви і Непорочне Зачаття» художника Мікеле Бусуттіла.

## Галерея

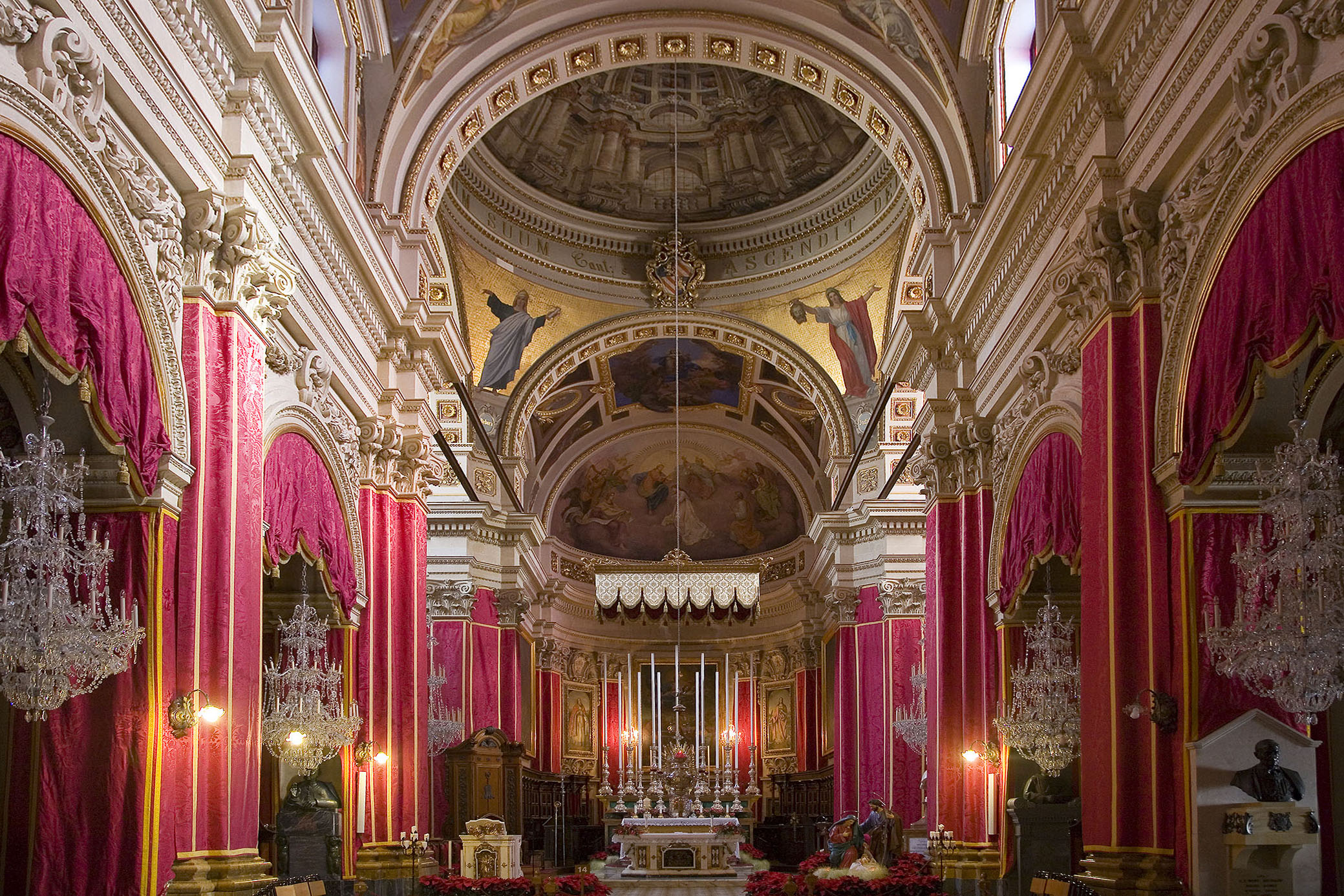
Інтер'єр Собору Успіння у Цитаделі.
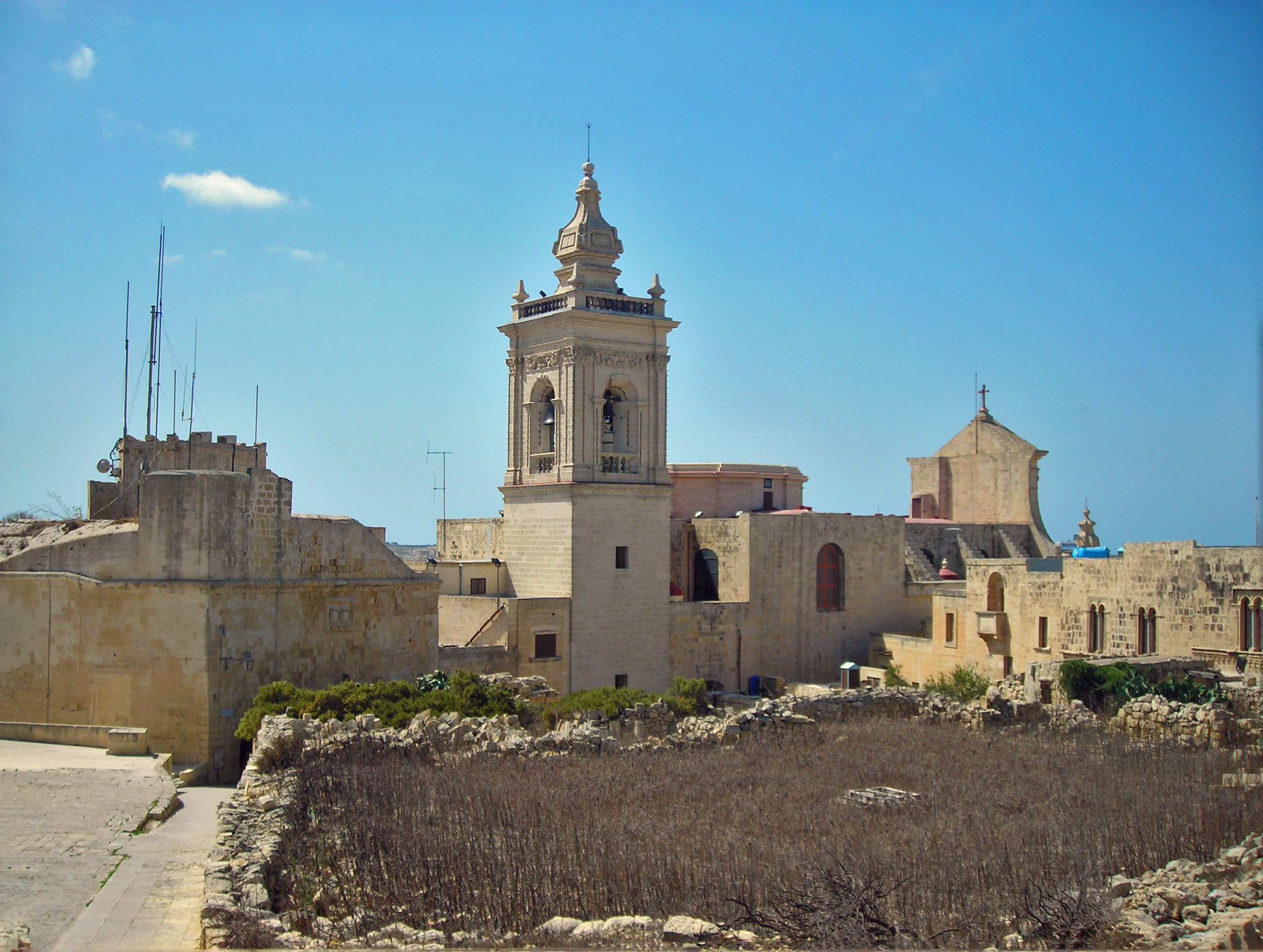
Екстер'єр Собору Успіння у Цитаделі.
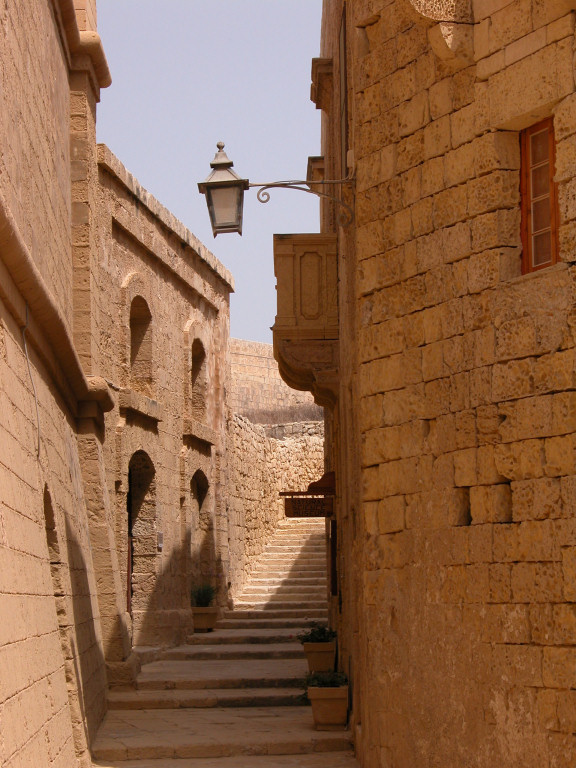
Одна з вулиць в Цитаделі.
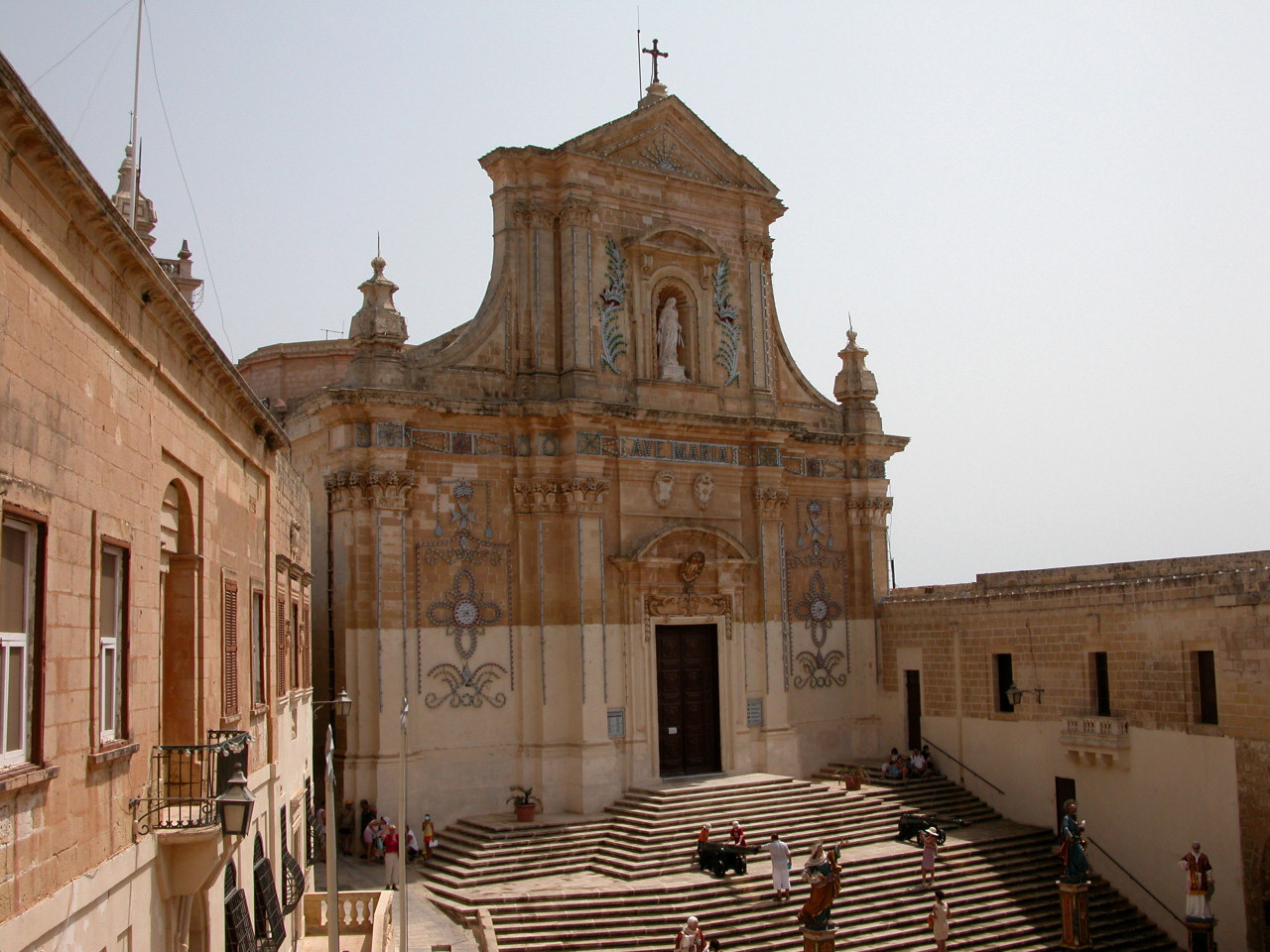
Собор Санта-Марія.
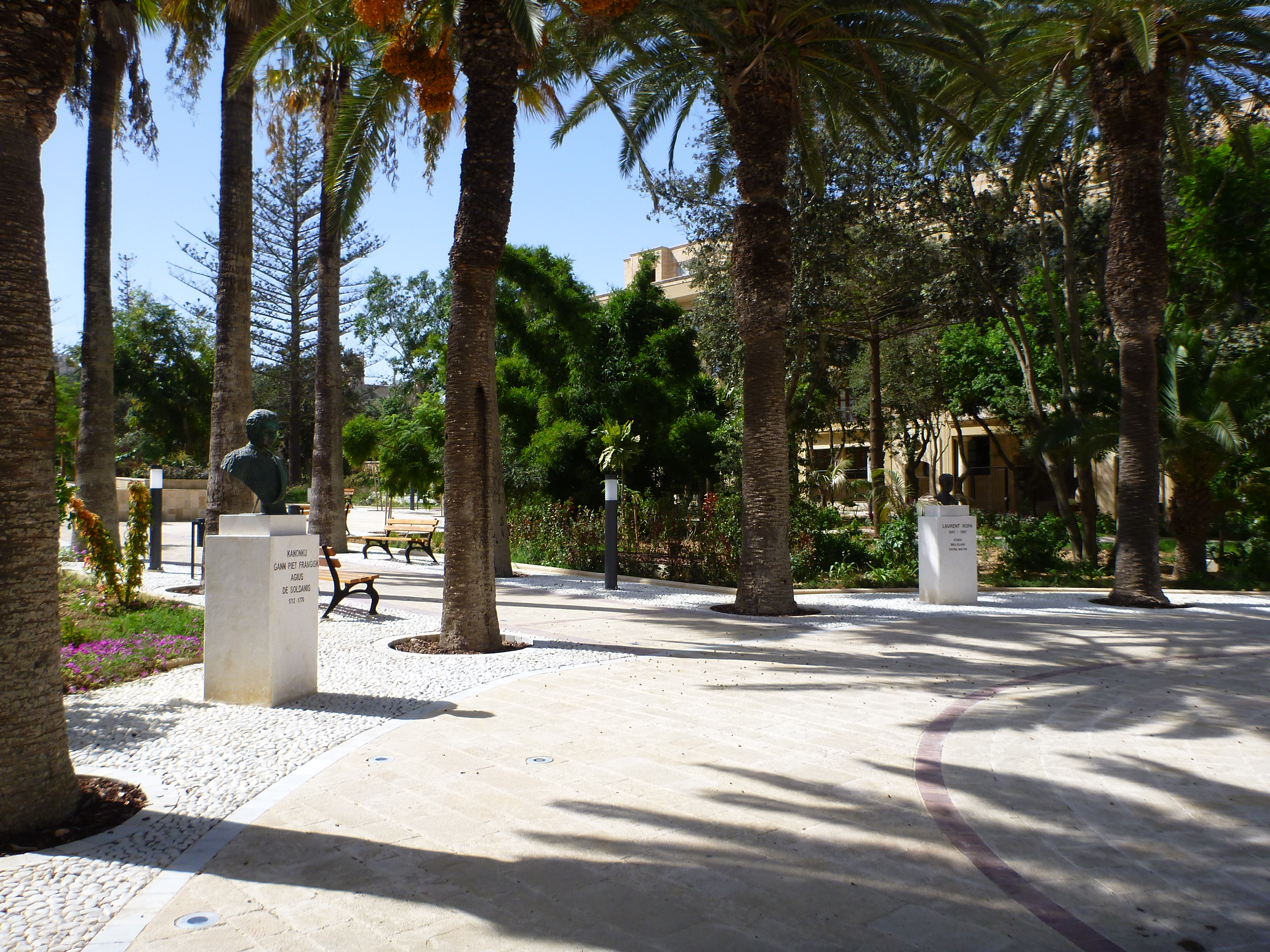
Скульптури у місцевому парку.